# Gigant
Giganterne var, i den græske mytologi, forhistoriske væsner avlet af Gaia efter at hendes tidligere kuld titanerne var blevet besejret af Kroniderne. Ifølge en anden variation sprang de frem af den sårede Uranos' blod efter at Kronos havde kastreret ham.
Giganterne ansåes i den græske antik for at være forhistoriske, dødelige kæmper der havde skabt forskellige geografiske fænomener, især bjerge i deres vilde angreb på olympens guder (gigantomachien). De havde menneske overkrop og en slangehale i stedet for ben.
Ligesom deres forgængere titanerne er giganterne at ligne ved den nordiske mytologis Jætter. Muligvis et gudedynasti der af en nyere religion er blevet degraderet til en mere tvivlsom plads i panteonet.